# Homalium sleumerianum
Espèce
Statut de conservation UICN

 VU B1+2c : Vulnérable
Homalium sleumerianum est une espèce de plantes à fleurs du genre Homalium de la famille des Salicaceae endémique de Nouvelle-Calédonie.

## Publication originale
Michèle Lescot, Hans Peter Nooteboom et Jean-François Villiers, Flore de la Nouvelle-Calédonie et Dépendances : Flacourtiacées, Symplocacées, Icacinacées, Corynocarpacées et Olacacées, vol. 9, Paris, Laboratoire de phanérogamie, 1980 (ISBN 978-2-85654-157-9, lire en ligne), p. 50